# Viktoria Schmid
Viktoria Schmid (* 26. Januar 1969 in Bühl als Viktoria Stavenhagen) ist eine deutsche Politikerin (CDU). Sie gehörte von 2011 bis 2016 dem Landtag von Baden-Württemberg an.

## Persönliche Angaben
Viktoria Schmid wurde am 26. Januar 1969 in Bühl (Baden) als Tochter von Lutz und Christine Stavenhagen geboren. Sie ist evangelisch, verheiratet und hat drei Kinder.

## Ausbildung, Berufslaufbahn, berufliche Funktionen
Schmid absolvierte 1989 ihr Abitur am Wirtschaftsgymnasium in Pforzheim. Von 1989 bis 1992 machte sie eine kaufmännische Lehre zur Reiseverkehrskauffrau in Mannheim, anschließend nahm sie ein Studium der Politik- und Verwaltungswissenschaften an der Fernuniversität Hagen auf, das sie jedoch nicht abschloss. Darüber hinaus war sie von 1999 bis 2011 als freie Journalistin tätig.

## Politische Funktionen
1986 wurde Schmid im Alter von 14 Jahren Mitglied der CDU. Schmid war Vorsitzende des Gemeindeverbandes Niefern-Öschelbronn und Mitglied im Kreisvorstand der CDU Enzkreis/Pforzheim. Bei der Kommunalwahl 2009 wurde sie Mitglied im Gemeinderat von Niefern-Öschelbronn. Bei der Landtagswahl in Baden-Württemberg 2011 gewann Schmid das Direktmandat im Landtagswahlkreis Enz. Als Landtagsabgeordnete war sie Mitglied im Wissenschaftsausschuss sowie als stellvertretende Vorsitzende des Ausschusses für Schule, Jugend und Sport tätig. Bei der Landtagswahl in Baden-Württemberg 2016 verlor sie das Direktmandat jedoch an Stefanie Seemann von den Grünen; da ihr prozentuales Ergebnis ebenso bei der Zweitauszählung unter denen der meisten übrigen baden-württembergischen CDU-Wahlkreiskandidaten lag, verfehlte sie den erneuten Einzug in den Landtag.
Weitere Funktionen:
- Stellvertretende Vorsitzende des Arbeitskreises Bildung der CDU Enzkreis/Pforzheim
- Stellvertretende Vorsitzende der Kommunalpolitischen Vereinigung der CDU Enzkreis/Pforzheim
- Mitglied des Kreisvorstands des evangelischen Arbeitskreises der CDU Enzkreis/Pforzheim
- Mitglied der Mittelstandsvereinigung der CDU Enzkreis/Pforzheim
- Mitglied des Kreisvorstands der Frauen Union der CDU Enzkreis/Pforzheim
- Mitglied des Bezirksvorstands der Frauen Union Nordbaden
- Mitglied des Bezirksvorstands der CDU Nordbaden

## Sonstige Funktionen und Mitgliedschaften
- Mitglied des Kuratoriums der Landeszentrale für politische Bildung